# Croton cordeiroae
Espèce
Croton cordeiroae est une espèce de plantes à fleurs du genre Croton et de la famille des Euphorbiaceae, présente au Brésil (São Paulo).
Il a pour synonymes :
- Cieca riedeliana, (Müll.Arg.) Kuntze
- Julocroton riedelianus, Müll.Arg.